# Brezovica (gmina Radovljica)
Brezovica – wieś w Słowenii, w gminie Radovljica. W 2018 roku liczyła 137 mieszkańców.